# Kim Pusik
Kim Pusik (김부식, 金富轼, 1075-1151) est un haut fonctionnaire coréen du royaume de Koryo connu pour avoir dirigé la rédaction du Samguk Sagi, la chronique des Trois Royaumes. 

## Biographie
Kim Pusik était un descendant de la famille royale de Silla. Il entre au service du gouvernement en 1096. Il est notamment ambassadeur en Chine en 1116 et est le principal artisan de la répression de la révolte du moine Myoch'ŏng en 1135-36. Lassé des intrigues de la cour, il démissionne en 1142 pour se consacrer à l'écriture du Samguk Sagi avec l'aide de 11 historiens.